# Kekri (ort i Indien)
Kekri är en ort i Indien.   Den ligger i distriktet Ajmer och delstaten Rajasthan, i den centrala delen av landet, 400 km sydväst om huvudstaden New Delhi. Kekri ligger 358 meter över havet och antalet invånare är 37 850.
Terrängen runt Kekri är mycket platt. Runt Kekri är det ganska tätbefolkat, med 192 invånare per kvadratkilometer. Kekri är det största samhället i trakten. Trakten runt Kekri består till största delen av jordbruksmark.